# Rosemary Clooney
Rose Mary „Rosie” Clooney (ur. 23 maja 1928 w Maysville w Kentucky, zm. 29 czerwca 2002 w Beverly Hills) – amerykańska piosenkarka i aktorka. Największy rozgłos zyskała we wczesnych latach pięćdziesiątych XX wieku piosenką „Come On-a My House” (1951), po której pojawiły się inne popowe utwory, takie jak „Mambo Italiano” (1951), „Botch-a-Me” (1952), „Half as Much” (1952), „Tenderly” (1954), „Hey There” (1954) i „This Ole House” (1954).
W maju 1946 podpisała kontrakt z wytwórnią Columbia Records. Śpiewała w duetach m.in. z Marleną Dietrich, Guyem Mitchellem, Bennym Goodmanem, Jimmym Boydem, Gene Autry i Harrym Jamesem. Odniosła również sukcesy jako wokalistka jazzowa. Kariera Clooney osłabła w latach sześćdziesiątych, częściowo z powodu problemów związanych z depresją i uzależnieniem od narkotyków, ale odrodziła się w 1977, kiedy jej kolega z filmu muzycznego Michaela Curtiza Białe Boże Narodzenie (White Christmas, 1954), Bing Crosby, poprosił ją o występ z nim z okazji jego 50. rocznicy w showbiznesie. Nagrywała do swojej śmierci w 2002.

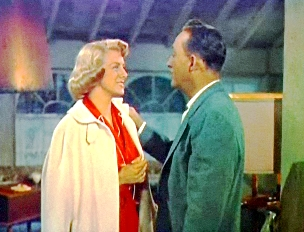
Rosemary Clooney i Bing Crosby w filmie Białe Boże Narodzenie (1954)

Matka aktora Miguela Ferrera i ciotka George’a Clooneya.

## Filmografia
- Tony Pastor and His Orchestra (1947)
- The Stars Are Singing (1953) jako Terry Brennan
- Here Come the Girls (1953) jako Daisy Crockett
- Red Garters (1954) jako Calaveras Kate
- Białe Boże Narodzenie (White Christmas, 1954) jako Betty Haynes
- Z głębi serca (Deep in My Heart, 1954) jako wykonawczyni w „That Midnight Girl”
- Podbój kosmosu (Conquest of Space, 1955) – występ muzyczny
- The Joker’s Wild (1968, TV)
- Twilight Theater (1982, TV)
- Sister Margaret and the Saturday Night Ladies (1987, TV) jako Sarah
- Zabójcze radio (Radioland Murders, 1994) jako Anna
- Ostry dyżur (ER, 1994) jako Mary Cavanaugh / 'Madame X'

## Dyskografia
- 1952: Hollywood’s Best (z Harrym Jamesem)
- 1954: Red Garters (z Guym Mitchellem oraz Joanne Gilbert)
- 1954: While We're Young
- 1954: Irving Berlin's White Christmas
- 1955: Tenderly
- 1955: Children’s Favorites
- 1955: Hollywood’s Best (z Harrym Jamesem)
- 1956: Blue Rose (z Dukem Ellingtonem)
- 1956: Date with the King (z Bennym Goodmanem)
- 1956: My Fair Lady
- 1956: On Stage (live at the London Palladium)
- 1957: Ring Around Rosie (z The Hi-Lo's)
- 1957: Clooney Tunes
- 1958: The Ferrers (z José Ferrerem)
- 1958: The Ferrers at Home (z José Ferrerem)
- 1958: Swing Around Rosie (z Buddym Colem)

- 1958: Fancy Meeting You Here (z Bingiem Crosbym)
- 1958: In High Fidelity
- 1958: Oh, Captain!
- 1959: Hymns From the Heart
- 1959: A Touch of Tabasco (z Pérezem Prado)
- 1959: Hollywood Hits
- 1959: Mixed Emotions
- 1960: How the West Was Won (z Bingiem Crosbym)
- 1960: Rosie Swings Softly
- 1960: Clap Hands! Here Comes Rosie!
- 1961: Rosie Solves the Swingin’ Riddle! (z Nelsonem Riddlem)
- 1961: Rosemary Clooney Sings for Children
- 1963: Rosemary Clooney Sings Country Hits from the Heart
- 1963: Love (nagrany w 1961)
- 1963: Reprise Musical Repertory Theatre
- 1964: Thanks for Nothing
- 1965: That Travelin’ Two-Beat (z Bingiem Crosbym)

- 1976: Look My Way
- 1977: Nice to Be Around
- 1977: A Tribute to Duke
- 1977: Everything's Coming Up Rosie
- 1978: Christmas with Rosemary Clooney (nagrany w 1976)
- 1978: Rosie Sings Bing
- 1979: Here’s to My Lady
- 1979: Rosemary Clooney Sings the Lyrics of Ira Gershwin
- 1981: With Love
- 1982: Rosemary Clooney Sings the Music of Cole Porter
- 1983: Rosemary Clooney With Les Brown and his Band of Renown
- 1983: Rosemary Clooney Sings the Music of Harold Arlen
- 1983: My Buddy (z Woodym Hermanem)
- 1984: Rosemary Clooney Sings the Music of Irving Berlin
- 1985: Rosemary Clooney Sings Ballads
- 1986: Rosemary Clooney Sings the Music of Jimmy Van Heusen
- 1987: Rosemary Clooney Sings the Lyrics of Johnny Mercer
- 1989: Show Tunes
- 1989: 16 Most Requested Songs
- 1990: Rosemary Clooney Sings Rodgers, Hart & Hammerstein
- 1991: For the Duration
- 1992: Girl Singer
- 1993: Do You Miss New York?
- 1994: Still on the Road
- 1995: Demi-Centennial
- 1996: Dedicated to Nelson
- 1996: White Christmas
- 1997: Mothers & Daughters
- 1998: At Long Last (z orkiestrą Counta Basie)
- 2000: Out of This World
- 2000: Brazil (z Johnem Pizzarelli)
- 2001: Sentimental Journey: The Girl Singer and Her New Big Band
- 2001: A Very Special Christmas with Rosemary Clooney
- 2002: The Last Concert (live)